# 영어 공용화
영어는 약 60개국 이상, 또는 3억 8천만 명 이상이 모국어나 제2언어로 사용하고 있다. 또한 영어가 모국어가 아닌 곳에서는 영어를 또 하나의 모국어로 사용하자는 영어 공용화를 주장하거나 실시하고 있는 곳도 많다.
현재 전 세계 언어는 약 6,800여 개가 존재한다. 하지만 세계 언어의 약 95% 정도 이상은 거의 빈사 상태에 있는 언어이고 오직 4%의 언어만이 약 10만 명을 넘는 사용자를 가지고 있다. 그 많은 언어들 중에서 영어가 현재의 위치까지 부상한 데에는 대영제국과 현재 미국의 공이 있었다.

## 영어 공용화의 장단점

### 문화적 정체성 측면
오랜 기간 동안 식민 지배를 받았던 영어 공용화 국가의 예는 다음과 같다.
싱가포르는 1867년 대영제국의 식민지로 편입되었으며, 필리핀은 1512년부터 400여 년간 스페인의 지배를 받았고 1898년부터 50년간은 미국의 지배하에, 그리고 2차대전 기간 동안에는 일본의 점령하에 있었다. 또 인도는 1488년에 바스쿠 다 가마가 인도 항로를 발견한 뒤부터 포르투갈, 네덜란드, 프랑스, 영국 등이 들어왔다. 그 후 1757년 플라시 전투를 계기로 영국이 패권국가의 지위를 얻게 되었다. 
필리핀이나 싱가포르의 경우는 미국 문화의 영향을 크게 받았다.
대한민국도 미군정 시기에 3년 동안 영어가 한국어와 함께 공용어였다.

### 국가 경쟁력 측면
영어 공용화를 실시한 나라(필리핀, 싱가포르, 인도)들을 살펴보면 이들 나라의 공통점은 영어 공용화를 국가 경쟁력 측면이 아닌 민족간의 균형을 유지하면서 국가 통합을 이루기 위해 실시했다는 점이다.

## 같이 보기
- 대한민국의 영어 공용어화론